# Verdrag van Compiègne (867)

Bretagne na het Verdrag van Compiègne.

Het Verdrag van Compiègne was een verdrag dat in augustus 867 in Compiègne, nabij Parijs, werd afgesloten tussen de koninkrijken West-Francië en Bretagne. 

## Het verdrag
Op 1 augustus 867 ontving koning Karel de Kale in Compiègne Pascweten, de schoonzoon en vertegenwoordiger van koning Salomon van Bretagne, en droeg aan hem het schiereiland Cotentin en waarschijnlijk ook het land van Avranches (Avranchin), met de Mont Saint-Michel, hoewel dit niet gespecificeerd werd, over met alle koninklijke belastingen en domeinen, de abdijen en hun afhankelijkheden op enkele plaatsen, die buiten het bisdom vielen. Daarom bleven de bisdommen Coutance en Avranches vanuit kerkjuridisch oogpunt in het aartsbisdom Rouen, zonder ooit te zijn opgenomen in dat van Dol. Na de ineenstorting van het Bretonse koninkrijk ten gevolge van de Vikingeninvallen in 919, werden deze twee pagi in 933 bij Normandië aangehecht, een hertogdom waarvan het grondgebied quasi overeenkwam met dat van het aartsbisdom Rouen. 